# Easybreath
Easybreath est un modèle de masque de snorkeling développé par les équipes de Tribord et commercialisé par Decathlon depuis 2014. Ce masque intégral qui dégage le nez, la bouche et la vue du nageur comprend un tuba inamovible équipé d'un dispositif qui obstrue son entrée d'air en cas d'immersion. Succès commercial, il s'écoule à plusieurs millions d'exemplaires.
Sur la suggestion d'un médecin italien, Renato Favero, ancien chef de l'hôpital de Gardone Val Trompia, Easybreath est détourné de son usage récréatif pour servir de masque chirurgical ou d'appareil respiratoire pendant la pénurie qu'engendre la pandémie de Covid-19. Le 30 mars 2020, Decathlon en interrompt la vente aux particuliers pour distribuer ses stocks aux établissements de santé.